# Río Benamor
El río Benamor es un curso de agua del sureste de la península ibérica, afluente del río Alhárabe. Discurre por la Región de Murcia.

## Descripción
El Benamor es un riachuelo de la Región de Murcia, que discurre por el término municipal de Moratalla. Es afluente del río Alhárabe.
Aparece descrito en el cuarto volumen del Diccionario geográfico-estadístico-histórico de España y sus posesiones de Ultramar de Pascual Madoz de la siguiente manera:

BENAMOR: riach. en la prov. de Murcia, part. jud. de Caravaca, térm. jurisd. de la v. de Moratalla. Tiene su orígen en la sierra de los Frailes en una fuente llamada Blanquilla, que se halla entre S. y O. de la v., y de otra titulada Benamor, en la sierra de Enmedio: el agua es buena y saludable; se surten de ella los vec. de Moratalla, y ademas da riego á varios terrenos por una acequia conocida con el mismo nombre de Benamor.
(Madoz, 1846, p. 179)

Las aguas del río, perteneciente a la cuenca hidrográfica del Segura, terminan vertidas en el mar Mediterráneo.